# Municipio de Pennsbury
El municipio de Pennsbury (en inglés: Pennsbury Township) es un municipio ubicado en el condado de Chester en el estado estadounidense de Pensilvania. En el año 2000 tenía una población de 3500 habitantes y una densidad poblacional de 136,3 personas por km².

## Geografía
El municipio de Pennsbury se encuentra ubicado en las coordenadas 39°52′00″N 75°36′59″O / 39.86667, -75.61639.

## Demografía
Según la Oficina del Censo en 2000 los ingresos medios por hogar en la localidad eran de $83 295 y los ingresos medios por familia eran de $106 304. Los hombres tenían unos ingresos medios de $84 136 frente a los $45 298 para las mujeres. La renta per cápita de la localidad era de $52 530. Alrededor del 1,2% de la población estaba por debajo del umbral de pobreza.